# Brice Clotaire Oligui Nguema
Brice Clotaire Oligui Nguema   (Ngouoni, 3 de març de 1975) és un general gabonès que és el Comandant en Cap de la Guàrdia Republicana de Gabon i exerceix com a president interí del Comitè per a la Transició i la Restauració de les Institucions. Va tenir un paper clau en el cop d'estat al Gabon de 2023 que va enderrocar el seu cosí Ali Bongo. També se'l coneix per ser un multimilionari i haver estat implicat en un afer de malversació amb vincles amb els càrters de la droga sud-americans i ivorians.

## Trajectòria
Va néixer a la província de Haut-Ogooué, va estudiar a la Universitat Omar Bongo i estava relacionat amb la família de l'expresident Omar Bongo. Oligui va estudiar a la Reial Acadèmia Militar de Meknès. Va servir com a ajudant de camp del president Omar Bongo fins a la seva mort el 2009. Després va treballar com a agregat militar a les ambaixades de Gabon al Marroc i al Senegal.
L'octubre de 2018 va substituir el coronel Frédéric Bongo al capdavant del servei d'intel·ligència de la Guàrdia Republicana: la Direcció General de Serveis Especials (DGSS). Va assumir el cap de la Guàrdia Republicana l'abril de 2020, en substitució del general Grégoire Kouna, cosí del llavors president Ali Bongo. Va reformar significativament la Secció d'Intervencions Especials (SIS), una unitat especial situada sota l'autoritat directa del president, incrementant-la de 30 a més de 300 soldats.
Segons una investigació de l'Organized Crime and Corruption Reporting Project (OCCRP) de 2020, és posseïdor de diverses propietats als Estats Units d'Amèrica per valor de més d'un milió de dòlars i també va ajudar a expandir els negocis a l'estranger de la família Bongo.

### Cop d'estat al Gabon de 2023
El 30 d'agost de 2023 es va produir un cop d'estat al Gabon poc després de l'anunci que el president en funcions Ali Bongo havia guanyat les eleccions generals celebrades el 26 d'agost. El Comitè per a la Transició i la Restauració de les Institucions va nomenar Oligui president interí en un anunci emès per la televisió estatal. Més tard es van retransmetre imatges on se'l veia sobre les espatlles des soldats que l'anomenaven «president». Va ser el vuitè cop d'estat reeixit que es va produir a l'Àfrica occidental i central des del 2020.
Més endavant, en una entrevista a Le Monde, es va referir a Ali Bongo com a «jubilat, però va declarar que encara no assumia la presidència a l'espera de les deliberacions amb altres oficials. També va afirmar que l'exèrcit havia efectuat el cop d'estat pel descontentament creixent al país des de l'ictus de Bongo el 2018 i la seva decisió de presentar-se a un tercer mandat menyspreant la constitució del país i la convocatòria d'eleccions. En 13 d'abril de 2025 va guanyar les eleccions a president de la república, amb al voltant del 90% del vot.